# Desni Štefanki
 Desni Štefanki  falu Horvátországban, Károlyváros megyében. Közigazgatásilag Lasinjához tartozik.

## Fekvése
Károlyvárostól 28 km-re keletre, községközpontjától 4 km-re délkeletre a Kulpa jobb partján fekszik. Ezt fejezi ki nevének előtagja is, mely a folyó bal partján fekvő Lijevi Štefankitól különbözteti meg.

## Története
A településnek 1857-ben 434, 1910-ben 518 lakosa volt. A trianoni békeszerződésig Zágráb vármegye Pisarovinai járásához tartozott. 2011-ben 279-en lakták.

## Lakosság
| Lakosság változása | Lakosság változása | Lakosság változása | Lakosság változása | Lakosság változása | Lakosság változása | Lakosság változása | Lakosság változása | Lakosság változása | Lakosság változása | Lakosság változása | Lakosság változása | Lakosság változása | Lakosság változása | Lakosság változása | Lakosság változása |
| ------------------ | ------------------ | ------------------ | ------------------ | ------------------ | ------------------ | ------------------ | ------------------ | ------------------ | ------------------ | ------------------ | ------------------ | ------------------ | ------------------ | ------------------ | ------------------ |
| 1857               | 1869               | 1880               | 1890               | 1900               | 1910               | 1921               | 1931               | 1948               | 1953               | 1961               | 1971               | 1981               | 1991               | 2001               | 2011               |
| 434                | 382                | 330                | 419                | 484                | 518                | 505                | 562                | 536                | 531                | 529                | 515                | 492                | 481                | 357                | 279                |

## Nevezetességei
A falu kápolnája nemrég épült fel.